# Björn Marcus
Björn Marcus, född den 7 januari 1907 i Stockholm, död den 2 december 1988 i Norrtälje, var en svensk jurist.  Han var son till Max Marcus.
Marcus avlade studentexamen 1926 och juris kandidatexamen vid Stockholms högskola 1933. Han genomförde tingstjänstgöring i Sollentuna och Färentuna domsaga 1933–1935 och i Gotlands norra domsaga 1936. Marcus blev fiskal i Svea hovrätt 1936, sekreterare i Uppsala läns norra domsaga 1939–1942, assessor i Svea hovrätt 1950 (extra ordinarie 1944) och revisionssekreterare 1952 (tillförordnad 1949). Han var häradshövding i Mellersta Roslags domsaga 1958–1970. Marcus blev riddare av Nordstjärneorden 1954.